# Jessie Williamson

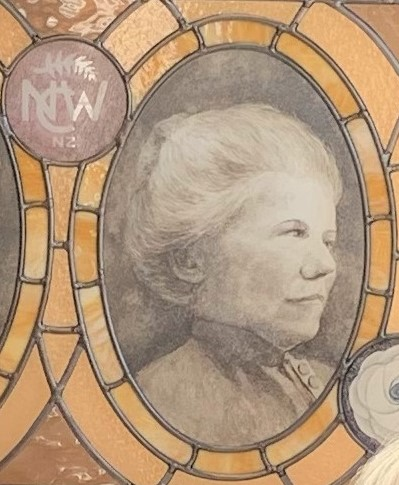
Fensterbild von Jessie Marguerite Williamson in Whanganui

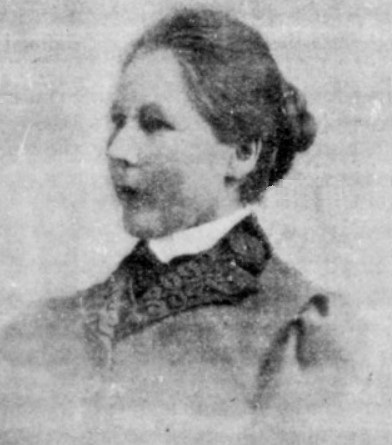
Abbildung vom The White Ribbon, Vol. 5, No. 56, Februar 1900

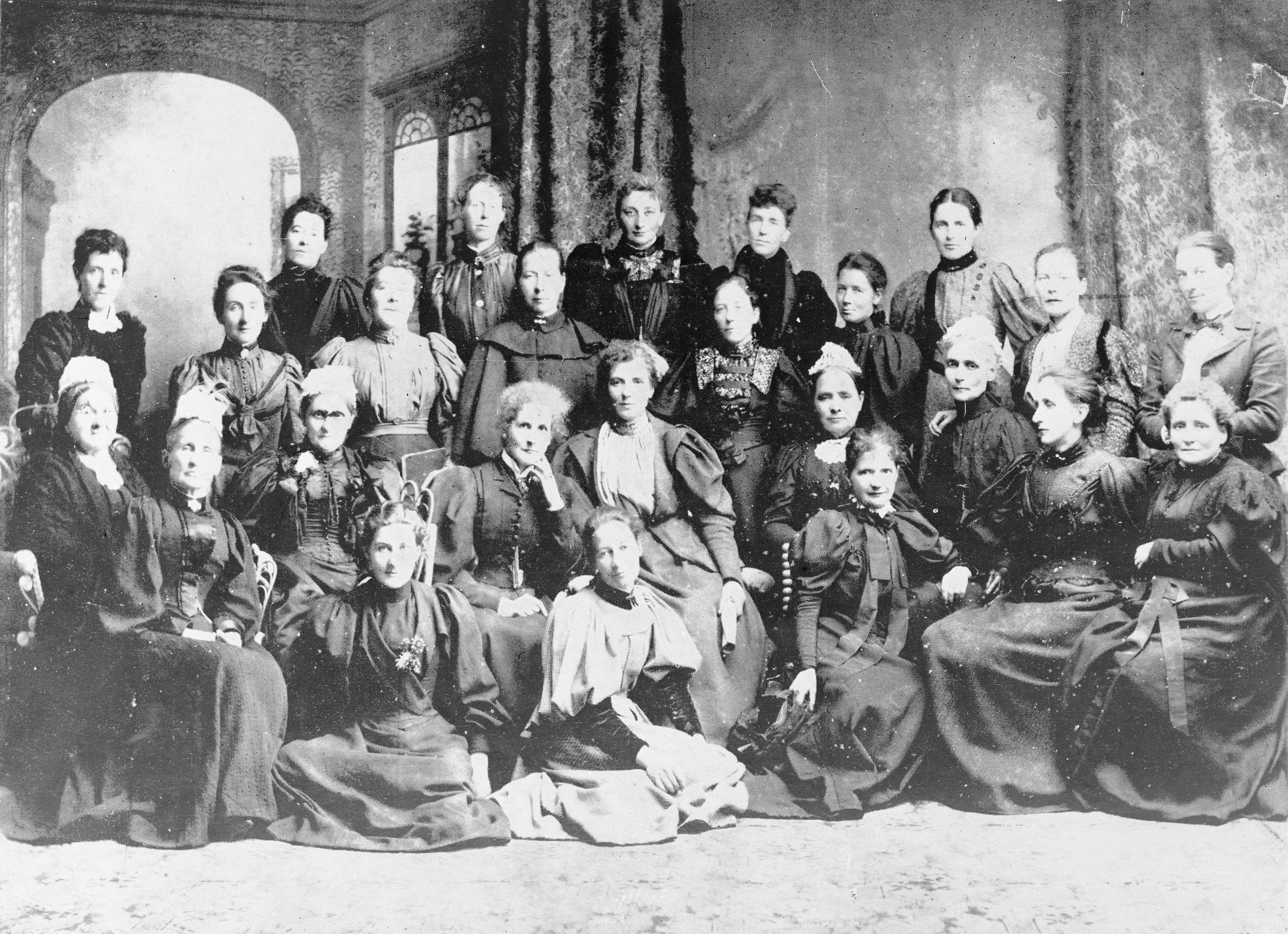
Gründungsmitglieder des National Council of Women of New Zealand, Christchurch im Jahr 1896
Jessie Williamson, stehend 2. von rechts

Jessie Marguerite Williamson, geb. McAllan  (* zwischen 1855 und 1857 in Dublin, Irland; † 26. Juli 1937 in Epsom, einem Stadtteil von Auckland, Neuseeland) war Mitglied  (Suffragette) in der WSPU, einer Vereinigung, die für das Frauenwahlrecht kämpfte sowie Frauenrechtlerin und 1896 Gründungsmitglied des National Council of Women of New Zealand.

## Frühes Leben
Jessie Marguerite McAllan wurde zwischen 1855 und 1857 als Tochter des Kaufmanns John McAllan in Dublin geboren. Die Identität ihrer Mutter ist nicht bekannt und Details über ihr frühes Leben ebenfalls nicht. Am 11. Dezember 1875 heiratete sie den Handelskaufmann Hugh Bellis Williamson in Dublin und nahm seinen Namen an.

## Neuseeland
Etwa zwei Jahre später suchte das Paar eine neue Heimat, reiste nach Neuseeland und ließ sich in Wanganui nieder, wo ihr Mann 1879 eine Drogerie eröffnete.

## Politisches Engagement
Jessie wurde ein Hauptmitglied der im Mai 1893 gegründeten Wanganui Women’s Franchise League, die sich später in Wanganui Women’s Political League umbenannte. Ihr Ziel war es, die Kampagne für das Frauenwahlrecht vor Ort zu koordinieren. 1896 übernahm sie das Amt der Schatzmeisterin und von 1897 bis 1903 entweder das Amt der Präsidentin oder der Sekretärin der Organisation (letzteres Amt ist aus den Quellen nicht klar ersichtlich).
1895 war sie Teil einer Abordnung ihrer Organisation, die beim damaligen Premierminister Richard Seddon die Notwendigkeit einer gleichberechtigten Teilhabe beider Geschlechter am öffentlichen Dienst und die gleiche Bezahlung von Frauen und Männern forderte. 1896 war sie dann als Delegierte ihrer Organisation Gründungsmitglied des National Council of Women of New Zealand (NCWNZ). 1898 wurde Jessie zur Schatzmeisterin des NCWNZ gewählt.
Nachdem am 8. September 1893 das Frauenwahlrecht erkämpft war, verschwand die Einigkeit und die Sichtbarkeit der Suffragetten. Die Wanganui Women’s Political League trat bis 1903 nicht mehr zusammen und der National Council of Women of New Zealand befand sich im Niedergang und stellte 1906 seine Arbeit vorerst ein. Jessie war eine der Frauen, die bis zum Ende dessen Geschäfte am Laufen hielten. In Wanganui setzte sie sich nicht nur für die Belange der Frauen ein, sondern auch für das Gemeinwesen und forderte eine Reform der Institutionen vor Ort. So wurde sie 1896 zu einer offiziellen Besucherin der Frauenabteilung des Gefängnisses von Wanganui, kritisierte den Zustand der Gefängniszellen und forderte ein Mitspracherecht bei der Gefängnisverwaltung. Auch versuchte sie in den Vorstand des örtlichen Krankenhauses zu kommen. 1897 wurde Frances Stewart in den Bezirksrat von Wanganui gewählt und erst drei Jahre später gelang dies Jessie Williamson. 1900 wurde sie dann über den Bezirksrat in das Patea and Wanganui United Charitable Aid Board berufen. 1901 reichte sie beim Parlament eine Petition für die Wahl von Krankenhausvorständen ein. Von 1902 bis zu ihrem Rücktritt im März 1904 vertrat sie den Stadtrat von Marton im Krankenhausausschuss von Wanganui.
1904 zog die Familie nach Christchurch, wo sie sich im Stadtteil Linwood niederließ und ihr Mann dort wieder als Drogist tätig wurde. In Christchurch nahm Jessie 1905 als Schatzmeisterin an der letzten dreitägigen Exekutivsitzung des NCWNZ teil.
Um 1909 zog Jessie mit ihrem Mann und einer Tochter nach Hawera im South Taranaki District, wo ihr Mann erneut ein Geschäft eröffnete.
Um 1919 zogen sie nach Auckland, wo sie sich im Stadtteil Remuera niederließen. Sie trat der 1913 in Auckland gegründeten Civic League bei und vertrat in den Jahren 1916 bis 1918 ihre Organisation in dem Auckland-Zweig des wiederbelebten National Council of Women of New Zealand. Dort übernahm sie in den Jahren 1918 und 1919 das Amt der Vizepräsidentin. In der Civic League wurde sie 1922 zur Vizepräsidentin gewählt, ein Amt, das sie dann noch einmal von 1926 bis 1928 innehatte. In den Jahren 1931 und 1932 gehörte sie ohne weiteres Amt dem Vorstand an.
Jessie Marguerite Williamson starb am 26. Juli 1937 in Auckland in ihrem Haus im Stadtteil Epsom.